# Butte-témoin
Pour les articles homonymes, voir Témoin.

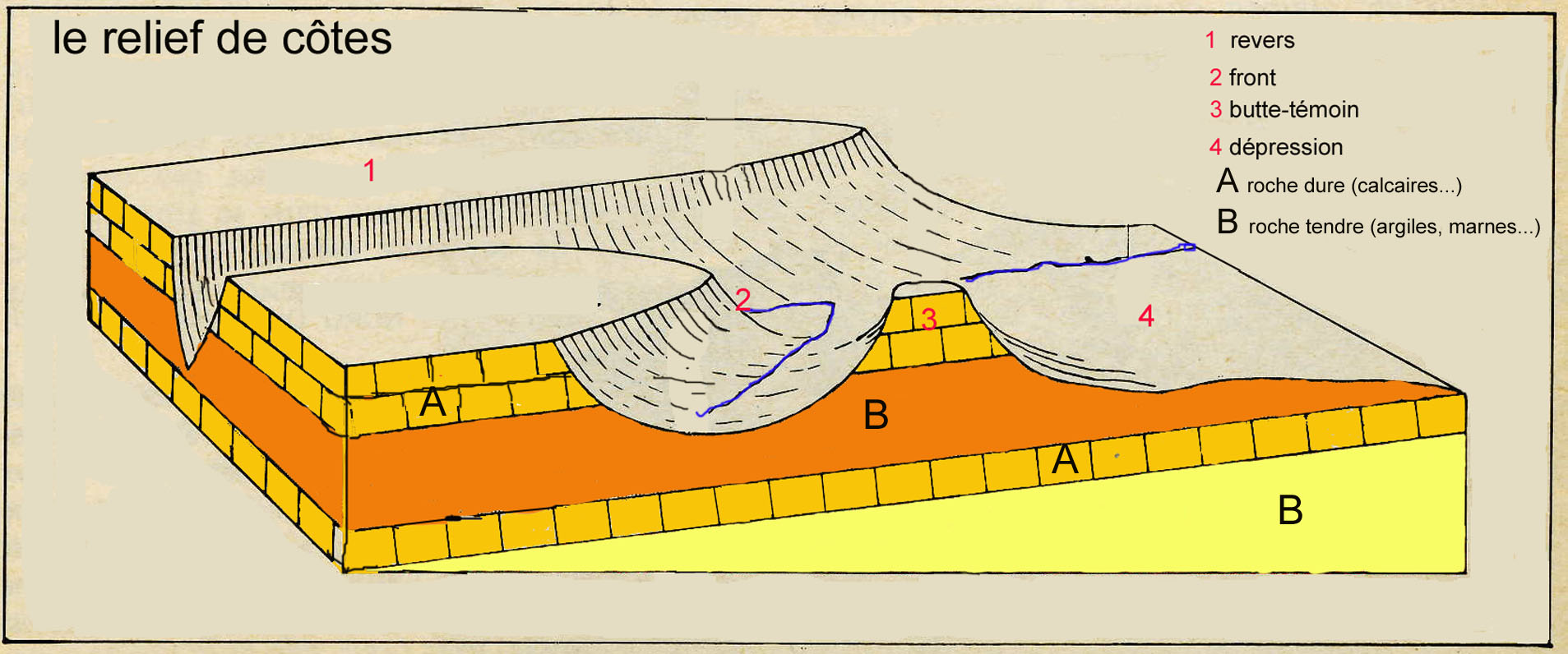
Schéma d'un relief de côte. L'annotation 3 désigne une butte-témoin.

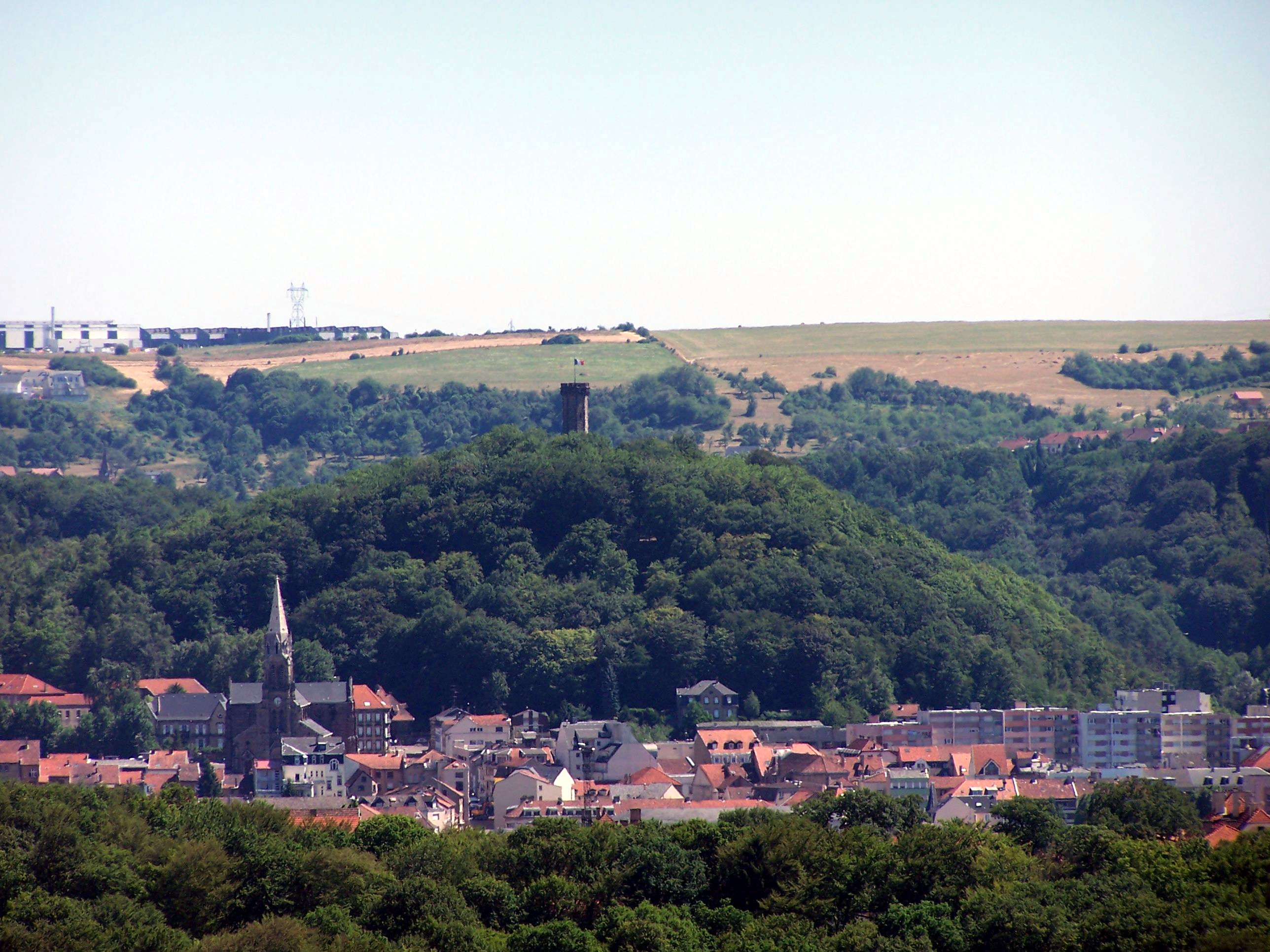
La butte du Schlossberg, dominant la ville de Forbach ; à l'arrière : le plateau de Gaubiving.

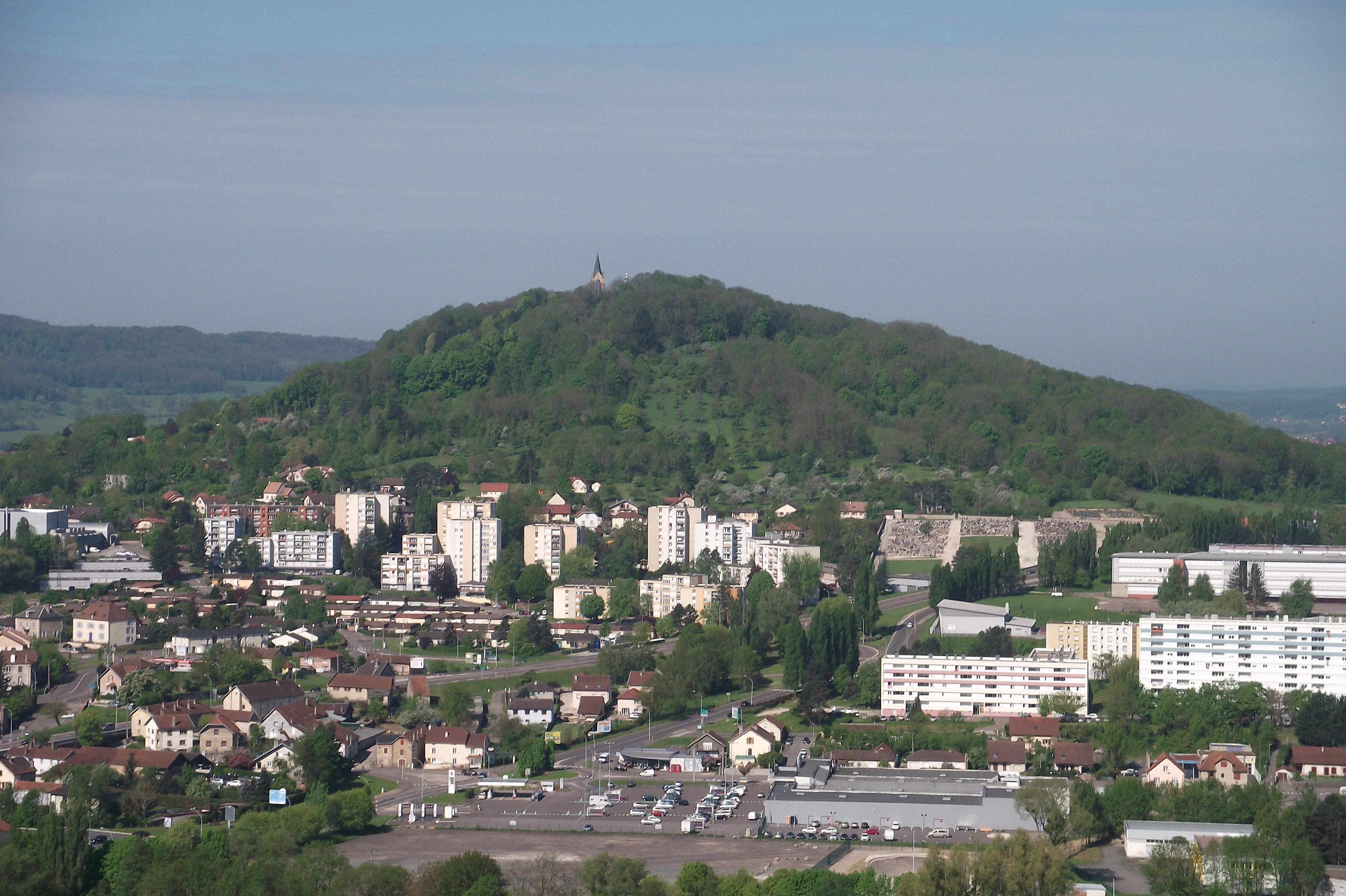
La Motte de Vesoul, butte-témoin située dans l'Est de la France.

Une butte-témoin est, dans un bassin sédimentaire, un relief isolé par l'érosion, formé de couches horizontales protégées par une couche dure.
Cette couche dure est un banc rocheux résistant, par exemple le calcaire ou la pierre meulière, isolé par l'érosion et entouré à son pied par des affleurements tendres des niveaux inférieurs (argiles, marnes). C'est ce qui subsiste (le « témoin ») d'un massif plus grand qui a été érodé avec le temps. La butte indique ainsi la stratigraphie originelle d'une région constituée de couches sédimentaires peu inclinées et soumise à l'érosion.
Dans une dépression orthoclinale qui se dresse au-dessus d'une cuesta, ce relief relictuel est appelé avant-butte quand la colline n'est pas recouverte par une couverture résistance.

## Exemples
En France : Mont Aiguille, plateau d'Avron, butte Montmartre, mont Valérien, plateau de Romainville, Schlossberg, buttes de Rosne, truc du Midi, La Motte de Vesoul, etc.
Ailleurs : Königstein, Lemberg  et Hohenzollern (Allemagne), Garet el Djenoun (ceb) (Algérie), etc.